# محوطه گورستان اوزبک
محوطه قبرستان اوزبک مربوط به هزاره ۴ و ۳ قبل از میلاد - دوره اشکانیان است و در شهرستان مراغه، بخش مرکزی، دهستان سراجوی غربی، روستای اوزبک واقع شده و این اثر در تاریخ ۷ اسفند ۱۳۸۶ با شمارهٔ ثبت ۲۱۲۵۷ به‌عنوان یکی از آثار ملی ایران به ثبت رسیده است.